# Microsania straeleni
Microsania straeleni är en tvåvingeart som beskrevs av Collart 1954. Microsania straeleni ingår i släktet Microsania och familjen svampflugor. Enligt den svenska rödlistan är arten nära hotad i Sverige. Arten förekommer i Svealand, Nedre Norrland och Övre Norrland. Artens livsmiljö är skogslandskap. Inga underarter finns listade i Catalogue of Life.